# Фриза
Фриза (итал. Frisa) је насеље у Италији у округу Кјети, региону Абруцо.
Према процени из 2011. у насељу је живело 1423 становника. Насеље се налази на надморској висини од 233 м.

## Становништво
Према резултатима пописа становништва 2011. у општини је живело 1.889 становника.
| 1931. | 1936. | 1951. | 1961. | 1971. | 1981. | 1991. | 2001. | 2011. |
| ----- | ----- | ----- | ----- | ----- | ----- | ----- | ----- | ----- |
| 2.337 | 2.507 | 2.620 | 2.456 | 2.099 | 2.007 | 2.041 | 1.940 | 1.889 |